# Huvudkvanttal
Huvudkvanttal, betecknat n, är i kvantfysik ett av de kvanttal som beskriver kvanttillståndet för en elektron i en atomorbital, tillsammans med bankvanttal, magnetiskt kvanttal och spinnkvanttal.
Huvudkvanttalet är ett naturligt tal (1, 2, 3...) och motsvarar elektronskalet i Bohrs atommodell. Ett högre huvudkvanttal innebär att elektronen har en högre energinivå och längre relativt avstånd från kärnan.
Enligt Paulis uteslutningsprincip måste alla elektroner ha olika sammansatt kvanttal. Därmed finns ett begränsat antal elektroner med varje huvudkvanttal. Antalet huvudkvanttal som förekommer i atomen, motsvarar dess period i det periodiska systemet.